# Wahlen zum Dáil Éireann 2020
- I4C: 1
- S-PBP: 5
- SF: 37
- SD: 6
- GP: 12
- LAB: 6
- Unabh.: 19
- FF: 38
- FG: 35
- Aon: 1

Die 33. Wahlen zum Dáil Éireann 2020 fanden am 8. Februar 2020 statt.
Dabei wurden 159 der 160 Abgeordneten des Unterhauses des Parlamentes der Republik Irland gewählt, des 33. Dáil.
Regulär hätte die Wahl 2021 stattgefunden. Auf Initiative von Premierminister Leo Varadkar wurde das Parlament am 14. Januar 2020 von Präsident Michael D. Higgins jedoch vorzeitig aufgelöst.

## Wahlverfahren
Die Verfassung schreibt die Wahl durch übertragbare Einzelstimmgebung vor, wobei in jedem Wahlkreis mindestens drei Abgeordnete gewählt werden müssen. Seit 1947 gibt es ausschließlich Wahlkreise mit drei bis fünf zu wählenden Abgeordneten.
Es gab erneut Veränderungen im Vergleich zu den vorherigen Wahlen:
- Die Zahl der Wahlkreise wurde erneut gesenkt, von 40 auf 39.
  - Die Wahlkreise Laois und Offaly (je drei Mandate) wurden zum Wahlkreis Laois-Offaly (fünf Mandate) verschmolzen.
- Die Anzahl der Mandate wurde von 158 auf 160 erhöht.
  - In den Wahlkreisen Dublin Central und Kildare South werden vier statt bisher drei Mandate vergeben.
  - Im Wahlkreis Cavan-Monaghan werden fünf statt bisher vier Mandate vergeben.

159 dieser 160 Mandate standen zur Wahl, einzig Seán Ó Fearghaíl (Fianna Fáil) behielt sein Mandat, da er Vorsitzender des irischen Unterhauses ist (Ceann Comhairle).

## Ausgangslage

### Vorherige Wahl 2016
Bei der Wahl 2016 verlor Fine Gael (FG) mit minus zehn Prozentpunkten erheblich an Zustimmung, blieb aber stärkste Partei. Knapp dahinter lag Fianna Fáil (FF), die ihrerseits hinzugewinnen konnten. Während Sinn Féin (SF) sich leicht verbesserte, verlor die Irish Labour Party (ILP oder Lab) zwei Drittel ihrer Stimmen und wurde mit unter 7 Prozent nur noch viertstärkste Kraft.
Der Green Party (GP) gelang nach dem Ausscheiden 2011 der Wiedereinzug. Neu ins Parlament schafften es drei Parteien bzw. Bündnisse: Die Independent Alliance (IA), Solidarity–People Before Profit (S-PBP) und die Social Democrats (SD).

### Gebildete Regierungen
Regierung Kenny
Am 6. Mai 2016 wurde Enda Kenny (Fine Gael) mit 59 zu 49 Stimmen als Taoiseach (Ministerpräsident) mit Unterstützung mehrerer unabhängiger Abgeordneter bei Enthaltung der zweitstärksten Partei Fianna Fáil wiedergewählt. Fianna Fáil schloss zudem mit der Regierung ein Tolerierungsabkommen, um Konzessionen insbesondere bei einer umstrittenen Reform der Wasserversorgung zu ermöglichen.
Regierung Varadkar
Enda Kenny wurde im Juni 2017 von seinem Parteikollegen Leo Varadkar als Regierungschef abgelöst.
Am 14. Januar 2020 wurde das Parlament aufgelöst und Varadkar kündigte vorgezogene Neuwahlen an, was er hauptsächlich mit dem nahenden EU-Austritt des Vereinigten Königreichs begründete. Beobachter sahen in dem Schritt allerdings eher eine taktische Absicht, da das Regierungsbündnis wegen eines geplanten Misstrauensvotums der Opposition gegen Gesundheitsminister Simon Harris zu zerbrechen drohte.

## Parteien und Kandidaten
| Partei/Bündnis | Partei/Bündnis                          | Vorsitzende/r                    | Politische Ausrichtung                               | Europäische Partei              |
| -------------- | --------------------------------------- | -------------------------------- | ---------------------------------------------------- | ------------------------------- |
|                | Fine Gael (FG)                          | Leo Varadkar                     | Christdemokratie, Liberaler Konservatismus           | EVP                             |
|                | Fianna Fáil (FF)                        | Micheál Martin                   | Irischer Republikanismus, Liberaler Konservatismus   | ALDE                            |
|                | Sinn Féin (SF)                          | Mary Lou McDonald                | Irischer Republikanismus, Demokratischer Sozialismus | Keine Mitglied GUE/NGL-Fraktion |
|                | Irish Labour Party (ILP/Lab)            | Brendan Howlin                   | Sozialdemokratie                                     | SPE                             |
|                | Solidarity–People Before Profit (S-PBP) | —                                | Demokratischer Sozialismus                           | Keine                           |
|                | Social Democrats (SD)                   | Catherine Murphy Róisín Shortall | Sozialdemokratie                                     | Keine                           |
|                | Green Party (GP)                        | Eamon Ryan                       | Grüne Politik, Linksliberalismus                     | EGP                             |
|                | Independents 4 Change (I4C)             | -                                | Demokratischer Sozialismus                           | Keine Mitglied GUE/NGL-Fraktion |
|                | Aontú                                   | Peadar Tóibín                    | Irischer Republikanismus, Konservatismus             | Keine                           |

## Umfragen

### Vor der Wahl
Die Umfragen beziehen sich auf die Erstpräferenz der Wähler.
| Datum      | Institut       | FG         | FF         | SF     | ILP/Lab | S-PBP | SD    | GP    | Sonst. |     |      |
| ---------- | -------------- | ---------- | ---------- | ------ | ------- | ----- | ----- | ----- | ------ | --- | ---- |
| Datum      | Institut       | 01.02.2020 | Ipsos MRBI | 20 %   | 23 %    | 25 %  | 4 %   | 2 %   | 2 %    | 8 % | 16 % |
| 30.01.2020 | Red C          | 21 %       | 24 %       | 24 %   | 5 %     | 1 %   | 3 %   | 7 %   | 13 %   |     |      |
| 30.01.2020 | Panelbase      | 19 %       | 23 %       | 21 %   | 5 %     | 5 %   | 5 %   | 10 %  | 12 %   |     |      |
| 25.01.2020 | Ireland Thinks | 22 %       | 27 %       | 20 %   | 6 %     | 1 %   | 3 %   | 10 %  | 11 %   |     |      |
| 23.01.2020 | Red C          | 23 %       | 26 %       | 19 %   | 4 %     | 2 %   | 3 %   | 8 %   | 15 %   |     |      |
| 20.01.2020 | Ipsos MRBI     | 23 %       | 25 %       | 21 %   | 5 %     | 2 %   | 2 %   | 8 %   | 13 %   |     |      |
| 26.02.2016 | Wahl 2016      | 25,5 %     | 24,4 %     | 13,9 % | 6,6 %   | 4,0 % | 3,0 % | 2,7 % | 15,9 % |     |      |

### Verlauf

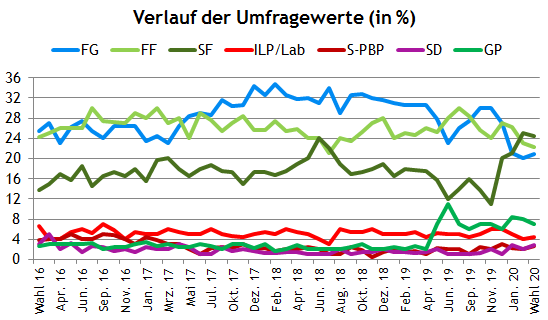
Umfragewerte auf monatliche Umfrageergebnisse gemittelt, von der Wahl 2016 bis zur Wahl 2020

## Ergebnisse

### Gesamtergebnis

Stärkste Partei nach Erstpräferenz je Region

| Ergebnisse                                      | Ergebnisse                                                                       | Ergebnisse                                      | Ergebnisse                 | Ergebnisse              | Ergebnisse               | Ergebnisse        | Ergebnisse   | Ergebnisse   | Ergebnisse  | Ergebnisse              | Ergebnisse |
| Partei                                          | Partei                                                                           | Vorsitzender                                    | Stimmen 1. Präferenz       | Stimmen 1. Präferenz    | Stimmen 1. Präferenz     | Sitze             | Sitze        | Sitze        | Sitze       | Sitze                   | Sitze      |
| Partei                                          | Partei                                                                           | Vorsitzender                                    | Zahl                       | Anteil                  | +/-                      | Zahl Kandi- daten | Gewählt 2016 | Gewählt 2020 | +/-         | Anteil                  |            |
| ----------------------------------------------- | -------------------------------------------------------------------------------- | ----------------------------------------------- | -------------------------- | ----------------------- | ------------------------ | ----------------- | ------------ | ------------ | ----------- | ----------------------- | ---------- |
|                                                 | Sinn Féin                                                                        | Mary Lou McDonald                               | 535.595                    | 24,5 %                  | ▲10,7 %                  | 42                | 23           | 37           | ▲14         | 23,1 %                  |            |
|                                                 | Fianna Fáil                                                                      | Micheál Martin                                  | 484.320                    | 22,2 %                  | ▼2,2 %                   | 84                | 44           | 37 2         | ▼7          | 23,1 %                  |            |
|                                                 | Fine Gael                                                                        | Leo Varadkar                                    | 455.584                    | 20,9 %                  | ▼4,7 %                   | 82                | 49 1         | 35           | ▼14         | 21,8 %                  |            |
|                                                 | Green Party                                                                      | Eamon Ryan                                      | 155.700                    | 7,1 %                   | ▲4,4 %                   | 39                | 2            | 12           | ▲10         | 7,5 %                   |            |
|                                                 | Irish Labour Party                                                               | Brendan Howlin                                  | 95.588                     | 4,4 %                   | ▼2,2 %                   | 31                | 7            | 6            | ▼1          | 3,8 %                   |            |
|                                                 | Social Democrats                                                                 | Catherine Murphy Róisín Shortall                | 63.404                     | 2,9 %                   | ▼0,1 %                   | 20                | 3            | 6            | ▲3          | 3,8 %                   |            |
|                                                 | Solidarity–People Before Profit 3 • People Before Profit 4 • Solidarity 5 • RISE | —                                               | 57.420 40.220 12.723 4.477 | 2,6 % 1,8 % 0,6 % 0,2 % | ▼1,3 % ▼0,2 % ▼1,3 % neu | 37 27 9 1         | 6 3 —        | 5 3 1        | ▼1 ▬ ▼2 neu | 3,1 % 1,9 % 0,6 % 0,6 % |            |
|                                                 | Aontú                                                                            | Peadar Tóibín                                   | 41.614                     | 1,9 %                   | neu                      | 26                | —            | 1            | ▲1          | 0,6 %                   |            |
|                                                 | Independents 4 Change                                                            | —                                               | 8.421                      | 0,4 %                   | ▼0,8 %                   | 4                 | 4            | 1            | ▼3          | 0,6 %                   |            |
|                                                 | Irish Freedom Party                                                              | Hermann Kelly                                   | 5.495                      | 0,3 %                   | neu                      | 11                | —            | 0            | —           | —                       |            |
|                                                 | Renua Ireland                                                                    | Vakant                                          | 5.473                      | 0,3 %                   | ▼1,9 %                   | 11                | 0            | 0            | —           | —                       |            |
|                                                 | National Party                                                                   | Justin Barrett                                  | 4.773                      | 0,2 %                   | neu                      | 10                | —            | 0            | —           | —                       |            |
|                                                 | Irish Democratic Party                                                           | Ken Smollen                                     | 2.611                      | 0,1 %                   | neu                      | 1                 | —            | 0            | —           | —                       |            |
|                                                 | Workers’ Party                                                                   | Michael Donnelly                                | 1.195                      | 0,1 %                   | ▼0,1 %                   | 4                 | 0            | 0            | —           | —                       |            |
|                                                 | UnitedPeople                                                                     | Jeff Rudd                                       | 43                         | <0,1 %                  | neu                      | 1                 | —            | 0            | —           | —                       |            |
|                                                 | Unabhängige                                                                      | Unabhängige                                     | 266.529                    | 12,2 %                  | ▲0,5 %                   | 129               | 13           | 19           | ▲6          | 11,9 %                  |            |
|                                                 | Ceann Comhairle                                                                  | Seán Ó Fearghaíl                                | —                          | —                       | —                        | 1                 | 1            | 1 2          | ▬           | 0,6 %                   |            |
| Gesamt                                          | Gesamt                                                                           | Gesamt                                          | 2.183.765                  | 100 %                   | —                        | 533               | 158 6        | 160          | ▲2          | 100 %                   |            |
|                                                 |                                                                                  |                                                 |                            |                         |                          |                   |              |              |             |                         |            |
| Gültige Stimmen                                 | Gültige Stimmen                                                                  | Gültige Stimmen                                 | 2.183.765                  | 99,20 %                 |                          |                   |              |              |             |                         |            |
| Ungültige und leere Stimmzettel                 | Ungültige und leere Stimmzettel                                                  | Ungültige und leere Stimmzettel                 | 18.427                     | 0,80 %                  |                          |                   |              |              |             |                         |            |
| Abgegebene Stimmen                              | Abgegebene Stimmen                                                               | Abgegebene Stimmen                              | 2.202.192                  | 100,00 %                |                          |                   |              |              |             |                         |            |
| Anzahl der Wahlberechtigten und Wahlbeteiligung | Anzahl der Wahlberechtigten und Wahlbeteiligung                                  | Anzahl der Wahlberechtigten und Wahlbeteiligung | 3.502.044                  | 62,88 %                 |                          |                   |              |              |             |                         |            |

### Ergebnisse in den Provinzen

#### Ulster-Connacht
Ergebnisse für die Provinz Ulster-Connacht:
|        | Sinn Féin   | 3  | 8  | ▲5 | 27,6 % |
|        | Fine Gael   | 8  | 7  | ▼1 | 24,1 % |
|        | Fianna Fáil | 11 | 7  | ▼4 | 24,1 % |
|        | Unabhängige | 6  | 7  | ▼1 | 24,1 % |
| Gesamt | Gesamt      | 28 | 29 | ▲1 | 100 %  |

#### Dublin
Ergebnisse für Dublin:
|        | Sinn Féin                       | 7  | 10 | ▲3 | 22,2 % |
|        | Fine Gael                       | 14 | 10 | ▼4 | 22,2 % |
|        | Green Party                     | 2  | 8  | ▲6 | 17,8 % |
|        | Fianna Fáil                     | 6  | 7  | ▲1 | 15,6 % |
|        | Solidarity–People Before Profit | 5  | 4  | ▼1 | 8,9 %  |
|        | Social Democrats                | 1  | 3  | ▲2 | 6,7 %  |
|        | Irish Labour Party              | 2  | 2  | ▬  | 4,4 %  |
|        | Independents 4 Change           | —  | 1  | ▲1 | 2,2 %  |
|        | Unabhängige                     | 5  | —  | ▼5 | —      |
| Gesamt | Gesamt                          | 44 | 45 | ▲1 | 100 %  |

#### Leinster ohne Dublin
Ergebnisse für die Provinz Leinster:
|        | Sinn Féin          | 7  | 11 | ▲4 | 25,6 % |
|        | Fianna Fáil        | 14 | 11 | ▼3 | 25,6 % |
|        | Fine Gael          | 16 | 9  | ▼7 | 20,9 % |
|        | Irish Labour Party | 2  | 2  | ▬  | 4,6 %  |
|        | Social Democrats   | 2  | 2  | ▬  | 4,6 %  |
|        | Green Party        | —  | 2  | ▲2 | 4,6 %  |
|        | Aontú              | —  | 1  | ▲1 | 2,3 %  |
|        | Unabhängige        | 2  | 4  | ▲2 | 9,3 %  |
|        | Ceann Comhairle    | 1  | 1  | ▬  | 2,3 %  |
| Gesamt | Gesamt             | 43 | 43 | ▬  | 100 %  |

#### Munster
Ergebnisse für die Provinz Munster:
|        | Fianna Fáil                     | 13 | 13 | ▬  | 30,2 % |
|        | Sinn Féin                       | 6  | 8  | ▲2 | 18,6 % |
|        | Fine Gael                       | 12 | 8  | ▼4 | 18,6 % |
|        | Irish Labour Party              | 3  | 2  | ▼1 | 4,7 %  |
|        | Green Party                     | —  | 2  | ▲2 | 4,7 %  |
|        | Social Democrats                | —  | 1  | ▲1 | 2,3 %  |
|        | Solidarity–People Before Profit | —  | 1  | ▲1 | 2,3 %  |
|        | Unabhängige                     | 9  | 8  | ▼1 | 18,6 % |
| Gesamt | Gesamt                          | 43 | 43 | ▬  | 100 %  |

## Analyse des Wahlergebnisses
Die Wahl war vor allem durch starke Gewinne von Sinn Féin gekennzeichnet. Die beiden traditionellen zentristisch-konservativen Parteien Fine Gael und Fianna Fáil, die seit der Bildung des irischen Freistaats im Jahr 1937 wechselseitig ununterbrochen den Posten des Taoiseach besetzt hatten, verloren dementsprechend. Wahlanalysten rechneten aus, dass Sinn Féin sogar noch weitere 11 Parlamentssitze hätte gewinnen können, wenn sie in den entsprechenden Wahlkreisen noch jeweils einen weiteren Kandidaten aufgestellt hätte. Die SF-Parteivorsitzende Mary Lou McDonald erklärte nach der Wahl, dass die Wähler eine andere Partei an der Regierung wünschten, und dass es sich nicht einfach um eine Protestwahl gehandelt habe. Neben der Unzufriedenheit mit dem quasi-Machtmonopol der beiden traditionellen Parteien lagen die Gründe für den Wahlausgang vor allem im sozialen Bereich. Dublin gilt als einer der teuersten Städte in der ganzen Europäischen Union und die Mieten waren in Irland in den vergangenen Jahren ununterbrochen stark angestiegen, so dass es nach offizieller Regierungsstatistik im Jahr 2019 durchschnittlich mehr als 10.000 Obdachlose in Irland gab. Auch die Ressourcenknappheit im irischen Gesundheitssystem war in den Monaten vor der Wahl wiederholt ein Thema. Sinn Féin, die lange Zeit ganz überwiegend nur das Thema der Wiedervereinigung Irlands bedient hatte, hatte sich unter der seit 2018 im Amt befindlichen neuen Parteivorsitzenden Mary Lou McDonald deutlich mehr sozialen Themen zugewandt.
Die Sozialdemokraten verzeichneten mit dem Gewinn von 6 Parlamentssitzen ihr bislang bestes Wahlergebnis und führten dies darauf zurück, dass sich die Partei auf realistische Ziele fokussiert und nicht wie früher in jedem Wahlkreis kandidiert hatte. Auch die Grünen erreichten mit 12 Sitzen ihr bisher bestes Ergebnis.

## Regierungsbildung
Während der Kampagne schlossen die Führer von Fine Gael und Fianna Fáil die Bildung einer Koalitionsregierung mit Sinn Féin aus.
Der Minister für Kommunikation, Klimapolitik und Umwelt Richard Bruton von Fine Gael sagte, die Ergebnisse ließen die Möglichkeit einer weiteren Regierung seiner Partei offen. Es wurde berichtet, dass einige bei Fianna Fáil eine Koalition mit Sinn Féin gegenüber der Erneuerung einer Vereinbarung mit Fine Gael bevorzugten. Als die Ergebnisse immer noch ausstanden, kündigte Sinn-Féin-Chefin McDonald an, dass sie versuchen wolle, eine Koalitionsregierung ohne Fine Gael oder Fianna Fáil zu bilden. Eine Koalition mit einer der beiden Parteien schloss sie jedoch nicht aus.
Nach Verhandlungen einigten sich Fianna Fáil und Fine Gael mehr als vier Monate nach der Parlamentswahl mit den Grünen auf eine „historische Koalition“. Der Posten des Taoiseach wird demnach zwischen den beiden bürgerlichen Parteien „rotieren“. Zunächst soll Micheál Martin (FF) bis 2022 Premier sein, dann würde Leo Varadkar (FG) erneut diese Position übernehmen. Die linke Wahlgewinnerin Sinn Féin wird damit größte Oppositionspartei.